# Movimento (banda)
Movimento é um supergrupo, formado em Portugal no ano de 2010 pelos músicos Miguel Ângelo, Gomo, Selma Uamusse (Wraygunn) e Marta Ren (ex-Sloppy Joe e Bombazines). Este Movimento revisita uma série de clássicos nacionais dos anos 60 e anos 70, tendo lançado o primeiro álbum na Primavera de 2011.

## Discografia
- 2011- Movimento[3]

### Singles
- "Perto"

## Integrantes
- Miguel Ângelo
- Gomo
- Selma Uamusse (Wraygunn)
- Marta Ren (ex-Sloppy Joe e Bombazines)